# Conglin
Conglin (kinesiska: 丛林) är en köping i sydvästra Kina. Den ligger i stadsdistriktet Qijiang i storstadsområdet Chongqing, omkring 70 kilometer sydost om det centrala stadsdistriktet Yuzhong. Antalet invånare är 17 053. Befolkningen består av 8 096 kvinnor och 8 957 män. Barn under 15 år utgör 14,0 %, vuxna 15-64 år 72 %, och äldre över 65 år 13,0 %.